# 包静国
包静国，香港金融家，包玉刚家族成员，任香港多家企业董事。

## 生平
世界船王包玉刚之侄子，系包玉刚之二兄香港实业家包玉星之二子，祖籍浙江镇海县，生于香港。初任会德丰董事，负责亚太事务，后专任会德丰亚太有限公司董事长。亦任香港九龙仓集团董事、九龙仓中国置业有限公司执行董事。再任會德豐有限公司首席經理，负责集团之銀行及投資事務。
是香港中华总商会常务会董，香港「學校起動」計劃委員會委员。